# Canal du Verdon
Koordinaten: 43° 41′ 37″ N, 6° 2′ 3″ ODer Canal du Verdon ist ein ehemaliger Kanal zur Trinkwasserversorgung in der Provence in Südfrankreich. Zwischen seiner Einweihung 1875 und seiner Stilllegung in den 1970er Jahren führte er Wasser des Verdon in die Stadt Aix-en-Provence. Diese Aufgabe wird seither überwiegend durch den neueren Canal de Provence erfüllt.
Heute kann ein Teil des stillgelegten und teilweise verfallenen Kanals in der Verdon-Schlucht bei Quinson bei einer Wanderung erkundet werden. Der Kanal führt hier direkt oberhalb des Flusses durch eine enge Schlucht und verläuft durch zahlreiche direkt in den Fels geschlagene Tunnel. Diese dürfen nicht betreten werden, da sie teilweise seltene Fledermausarten beherbergen. Stattdessen ist es möglich, einen parallel verlaufenden Pfad zu bewandern, der ursprünglich als Zugang zum Kanal diente und mittlerweile touristisch erschlossen ist.